# 藪田文輝
薮田 文輝（やぶた ぶんき、生没年不詳）とは、江戸時代の京都の浮世絵師。

## 来歴
師系・経歴不明。東街と号し「東街文輝」とも称す。「東街」とは京鴨川の東側にある祇園町を指し、画風は四条派に近いといわれる。作画期は文政から天保の頃にかけてで、錦絵や肉筆画を残す。文政12年（1829年）の款記のある美人画の錦絵がある。

## 作品
- 「芸妓図（美人大首）」　絹本着色 1幅 67.2x48.5cm　京都府所蔵（京都文化博物館管理）　※画中の読み物の裏に画賛「見恋 與信 ふしのねの雪の よそひや 見る度に こころそらなる 人のおもかげ」[1]
- 「芸妓図」　絹本着色